# Werner Best
Karl Rudolf Werner Best (født 10. juli 1903 i Darmstadt, død 23. juni 1989 i Mülheim an der Ruhr) var en tysk jurist, diplomat og rigsbefuldmægtiget i Danmark fra november 1942 til besættelsens afslutning. Han var medlem af det tyske nazistparti, NSDAP og af SS (SS-Obergruppenführer).

## Barndom og ungdom
Karl Rudolf Werner Best blev født den 10. juli 1903 i Darmstadt i Rhinlandet (Hessen). Hans far var postembedsmand og blev ved 1. verdenskrigs begyndelse indkaldt som reserveløjtnant. To måneder senere døde han af sine sår under kamp i Nordfrankrig. Best måtte tidligt tage sig af sin mor og den yngre bror. Farens død, Tysklands nederlag i krigen og den franske besættelse af Rhinlandet blev derfor bestemmende for Bests liv og karriere. Han så den kejserlige hærs udmarch og franskmændenes indtog i sin hjemby. Som gymnasieelev i den franskbesatte by Mainz var han meget aktiv i forskellige tysk-nationale grupper. Som 16-årig vakte han opsigt, da han i overværelse af sine lærere og kammerater nægtede at modtage en flidspræmie af en fransk officers hånd. De franske myndigheder delte ved en ceremoni et antal boggaver ud til elever, der udmærkede sig i fransk. Best trådte frem foran officeren, så ham ind i øjnene og sagde: "Min far er faldet i kamp mod Frankrig, og jeg kan derfor ikke modtage en gave af nogen franskmand." Franske soldater blev tvangsindkvarteret i tyske hjem; fru Best havde dem boende hos sig til 1930. 

## Uddannelse
Efter studentereksamen i 1921 begyndte han jurastudiet. Han var også i studietiden yderst aktiv inden for højreradikale bevægelser. I 1924 idømte en fransk militærdomstol ham tre års fængsel for medlemskab af forbudte organisationer og for at være i besiddelse af 20 totenschlægere. Han afsonede kun ½ år af dommen, før han blev løsladt som led i en almindelig amnesti. Til trods for den intensive politiske aktivitet fik han eksamen i 1925 som den bedste på sit hold. I 1927 fik han doktorgraden på en afhandling om et arbejdsretsligt spørgsmål. Efter at han i 1928 bestod den 2. statseksamen med flot resultat, blev han byretsdommer. Den 24. december 1930 giftede han sig med den 21-årige Hildegart (Hilde) Regner, datter af en tandlæge i Mainz. Parret fik fem børn.

## Boxheim-skandalen
Best hørte i 20'erne til det tysk-nationale Folkeparti (DNVP), men efter at nazisterne i september 1930 vandt en jordskredssejr ved rigsdagsvalget, indså han hvilken vej det gik, og i november samme år meldte han sig ind i NSDAP. Han kom under ideologisk indflydelse af Ernst Jünger, der overtalte ham til at skrive et bidrag til en antologi, han var ved at redigere. Krieg und Krieger (Krig og krigere) udkom i 1930 med Bests essay Der Krieg und das Recht (= Krigen og retten), hvori Best redegjorde for sit syn på krig som fænomen og for sin retsforståelse. I sit essay afviste Best folkeretten som internationalt retssystem og dets mål om at undgå en ny krig. Ifølge Best er det ikke freden, men krigen, som udgør den "naturlige" tilstand - krig mellem nationerne, hvor hver enkelt har ubegrænset ret til selvhævdelse. Det, Best kalder "den nye nationalisme", anerkender ingen fredelig eller stabil tilstand, men er rettet mod det evigt uafsluttede, og repræsenterer en "spontan vished om at alt liv, verdens dynamik, består af spænding, kamp og uro." Best citerede også Jünger: "Det væsentlige er ikke hvad vi kæmper for, men snarere hvordan vi kæmper." Best fremstillede her krig som noget naturnødvendigt; og den må føres permanent, med skiftende midler tilpasset de til enhver tid rådende forhold. Best kaldte denne krigscentrerede tænkning "heroisk realisme", hvor tilværelsen domineres af en grænseløs selvhævdelse i pagt med livets evige pulsslag. 
Allerede i 1931 blev han nazistisk medlem af landdagen i Hessen. Samme år – 1931 – blev han centrum i skandalen omkring de såkaldte Boxheim-dokumenter, opkaldt efter den ejendom ved Worms, hvor de var forfattet:  De var hemmelige nazistiske papirer, som blev lækket til pressen af et ekskluderet partimedlem. De viste, hvordan NSDAP forestillede sig en voldelig magtovertagelse. Da det kom frem, at Best var forfatteren, blev han afskediget fra sit dommerembede. I forbindelse med denne sag havde Best sit første personlige møde med Hitler. Selv om afsløringen af dokumenterne kom på et højst uheldigt tidspunkt for nazisterne, blev han venligt modtaget af partiføreren. I slutningen af 1931 blev han medlem af SS.

## Karriere under Hitler
I begyndelsen af 1933 kom den nazistiske magtovertagelse. Hitler blev rigskansler den 30. januar. I begyndelsen af marts overtog nazisterne magten i Hessen, hvor Best var landdagsmedlem. Best var stærkt involveret i magtovertagelsen og blev straks chef for politiet i Hessen. Kort efter blev det tidligere partimedlem, som havde afsløret Boxheim-dokumenterne, en morgen fundet skudt ved et jernbanespor. Helt frem til sin død var Best stærkt mistænkt for at stå bag mordet. Som politichef gjorde han sig også bemærket ved at oprette en koncentrationslejr i Osthofen,  hvor hundredvis af regime-modstandere blev holdt indespærret på ubestemt tid i Schutzhaft (= beskyttelsesarrest). Den og den langt større Dachau var Tysklands første koncentrationslejre.  Ingen døde dog i KZ Osthofen, og i juli 1934 blev lejren opløst som en af de sidste "tidlige" koncentrationslejre. 
Best kom hurtigt på kant med partiledelsen i Hessen. Den mente ikke, at han i tilstrækkelig grad sørgede for partikammeraterne ved besættelse af stillinger i politiet. Desuden kom han under mistanke for at stå bag mordet på ham, som havde afsløret Boxheim-dokumenterne. Best trak det korteste strå i striden og blev afskediget sidst på året 1933. Men der var en mand i München, som havde fået øje på ham: Heinrich Himmler.
Himmler gav Best til opgave at opbygge og lede SS-korpsets sikkerhedstjeneste – SD – i det sydtyske område. Han blev nu en vigtig del af aktionen mod SA – de lange knives nat – den 30. juni 1934. Det var Best personligt, som udarbejdede arrestations- og dødslisterne for Sydtyskland, og derved var ansvarlig for mordene på mindst 28. Herefter kom Best til Berlin, hvor han blev ansat i hovedkvarteret for det hemmelige statspoliti, Gestapo. I løbet af de næste år blev han hovedmanden bag sammenslutningen af Gestapo og SD, og han blev hjernen bag den politisering og brutalisering af det tyske politi, som fandt sted i slutningen af 1930'erne. Det var Bests opgave at sikre Gestapo mod kontrol fra udenforstående. Justitsministeriet tabte retten til at føre tilsyn med Gestapo og koncentrationslejrene. Der kunne ikke klages over Gestapo til nogen. Best fik også gennemført, at gestapo- og lejrfanger tabte retten til advokatbistand. Selv begrundede Best brutaliteten med, at det tyske folk kæmpede mod indre og ydre dødsfjender, med Gestapo som det korps, der måtte gives den samme handlefrihed, som en hær har i krig. Efter hans syn var politiet en læge, der bekæmpede sygdom i "den tyske folkekrop".  At give regime-modstandere adgang til fx advokatbistand ville være at give fjenden en hjælpende hånd. Hvis Best mødte modstand, kontaktede han Himmler, som sørgede for, at Hitler udstedte en førerordre om sagen. 
I 1939 var Best på højden af sin karriere som chef for afdeling 1 i Reichssicherheitshauptamt (RSHA) i Berlin. Som forvaltnings- og personalechef i Gestapo var han nr. 3 i SS- og politiorganisationen – efter Himmler og Reinhard Heydrich. Som personalechef satte han karriereudvikling i system. Så han muligheder ved nogen, rykkede de hurtigt op. De skulle udvikle sig og oparbejde en personlig base. I 1941 udgav han bogen Die deutsche Polizei (= det tyske politi), som var pligtlæsning for Gestapos nyansatte. I Polen var det Best, som oprettede og styrede de politi-indsatsgrupper, som fulgte i hælene på hæren med henblik på at pacificere den polske befolkning. Indsatsgrupperne udviklede sig hurtigt til rene morderbander, som dræbte henved 11.000 polakker. 
Imidlertid kom Best og Heydrich i tiltagende grad på kant med hinanden, hovedsagelig på grund af jalousi. Best var simpelthen blevet for dygtig. Midt i 1940 besluttede Best at forlade RSHA. I første omgang søgte han ind i hæren og fik et par måneders militær uddannelse. Derefter fik han stillingen som chef for den civile tyske forvaltning i den besatte del af Frankrig. Her fik han mulighed for at afprøve den ”opsynsforvaltning”, som han også senere praktiserede i Danmark. Best var stærkt involveret i arrestationen af de franske jøder og deres deportation til bl.a. Auschwitz. Han var ikke tilfreds med stillingen i Paris, fordi den ikke var selvstændig, men underlagt den militære øverstbefalende. Desuden havde han kompetencestridigheder med den stedlige SS- og politichef. Efter Heydrichs død i juni 1942 blev Best forbigået ved besættelsen af stillingen som chef for RSHA. Stillingen gik til Ernst Kaltenbrunner, som efter krigen blev dødsdømt ved den store krigsforbryderproces i Nürnberg. Best tog mod et tilbud om at indtræde i udenrigstjenesten med henblik på at blive gesandt.

## Hans tid i Danmark
Efter nogle måneders tjeneste i udenrigsministeriet i Berlin kom Best den 5. november 1942 til København som tysk gesandt og rigsbefuldmægtiget i Danmark. Han afløste Cecil von Renthe-Fink, som var kaldt hjem i forbindelse med telegramkrisen. Få dage senere blev udenrigsminister Erik Scavenius statsminister i Danmark. Best og Scavenius fik et nært personligt forhold, hvilket betød, at Best med stor succes kunne praktisere ”opsynsforvaltning” i Danmark. I marts 1943 tillod han – mod ordrer fra Udenrigsministeriet i Berlin – at der blev gennemført folketingsvalg i Danmark. Fra årsskiftet 1943 begyndte den tyske krigslykke at svigte, og der kom for alvor gang i den danske modstandsbevægelse. I forbindelse med strejker og uroligheder i flere danske provinsbyer i sommeren 1943 fik Best fra Berlin besked om at stramme grebet om det danske folk. Bl.a. ønskede Berlin indført dødsstraf for sabotagehandlinger. I slutningen af august modtog den danske regering fra tysk side et ultimatum, som den ikke kunne acceptere, og regeringen Scavenius gik af. Der blev indført militær undtagelsestilstand. Det var et stort nederlag for Best, som nu opfattede sig selv som en politisk død mand. Imidlertid fortsatte den danske administration med at fungere i form af departementschefstyret, og Best formåede også at etablere et godt forhold til lederen af dette, Udenrigsministeriets Departementschef, Nils Svenningsen. Best fortsatte som rigsbefuldmægtiget, idet han dog nu stod betydeligt svagere i forhold til de andre tyske instanser: den militære øverstbefalende, general Hermann von Hanneken og den nytilkomne højere SS- og politifører Günther Pancke.
For at styrke sin stilling og fordi det var hans faste overbevisning, at jøderne skulle fjernes fra den tyske magtsfære, anmodede Best i september 1943 sine overordnede i Berlin om tilladelse til at gennemføre en aktion mod de danske jøder. Han fik tilladelsen og aktionen blev gennemført natten mellem den 1. og 2. oktober. Der havde været rygter om en sådan aktion lige siden indførelsen af den militære undtagelsestilstand, og den nøjagtige dato for aktionen blev lækket til danske politikere af Bests skibsfartssagkyndige, Georg Ferdinand Duckwitz. Derfor lykkedes det langt de fleste jøder at undgå arrestation og flygte til Sverige. Bests præcise rolle med hensyn til Redningen af de danske jøder er ikke fuldstændig klarlagt. Af de godt 7.000 jøder i Danmark blev 481 arresteret. De fleste af disse blev deporteret til koncentrationslejren Theresienstadt, hvor 54 døde.
Bests "tilpasningslinje" lykkedes så godt i Danmark, at BBC startede en kampagne mod ham som en farlig mand, der dyssede danskerne i søvn. Undtagelsestilstanden i august havde afsluttet den, og det kan forklare, at Best 8. september anbefalede Hitler at igangsætte en jødeaktion. Tidligere havde Best ved hjælp af sin støtte Himmler fået standset Gestapos forsøg på jødeaktioner i Danmark. Hans initiativ kom derfor bag på Berlin. Den 17. september gav Hitler grønt lys. Terminen blev sat til natten til 2.oktober, samtidig som Best advarede mod den aktion, han selv havde igangsat. Han sendte betroede folk til Berlin for at bremse projektet under henvisning til faren for oprør i den danske befolkning, som det var sket i august, og den danske regerings erklæringer om, at den ville søge sin afsked, hvis tyskerne indførte jødelove. Da Best ikke havde held med det, røbede han 28. september datoen for razziaen, så de fleste jøder nåede at flygte, før Gestapo dukkede op. Desuden fik det tyske politi ordre om ikke at bryde døren op, hvis den ikke blev åbnet. Jøder, som var gift med ikke-jøder, skulle lades i fred, og arresterede hjælpere skulle udleveres til dansk politi, som slap dem løs igen. Jøderne var prisgivet lokale hjælpere, da de havde stolet på Udenrigsministeriets advarsel mod at udløse aktionen ved at flygte, og ministeriet på sin side stolede på Bests ord om, at der ikke ville komme nogen aktion.  Der fandtes derfor intet flugtberedskab. Ca. 1.800 politisoldater, som Best var blevet tildelt fra Norge som assistance, blev kun lidt benyttet. I ugerne efter blev derfor kun ca. to hundrede jøder arresteret og deporteret, og en aftale mellem Best og Gestapo-chefen i Berlin sikrede, at de danske jøder kom til Theresienstadt, hvor en dansk delegation kunne besøge dem, og ikke til Auschwitz. Gestapo i Berlin afkrævede Best en forklaring på hans selvmodsigende opførsel, men han forsikrede, at han ønskede at gøre Danmark judenrein (= rent for jøder). 
På grund af den tiltagende sabotage blev Best omkring nytår 1944 kaldt til møde hos Hitler. Endnu en gang fik han ordre til at stramme grebet om danskerne. Hitler ønskede ikke længere danske frihedskæmpere stillet for en krigsret, idet det kun skabte martyrer. I stedet skulle sabotage besvares med terror. Det første offer for denne terror blev digteren og præsten Kaj Munk, som blev myrdet af Gestapo den 4. januar 1944. Nu eskalerede både sabotagen og den tyske ”modterror” lige til krigens slutning. I april 1944 indførte Best igen krigsretsbehandling af danske sabotører, men måtte nogle måneder senere atter stå skoleret for Hitler, der under trussel om indespærring tvang ham til at stoppe krigsrettens virksomhed. Da Best for tredje gang genindførte krigsretsbehandling i slutningen af februar 1945, havde Hitler fået andet at tænke på. Bests ønske om at dømme de arresterede danske frihedskæmpere ved krigsretten skyldtes, at han mente, at det var en mere effektiv metode til bekæmpelse af modstandsbevægelsen end terror. Aktionen mod det danske politi den 19. september 1944 blev gennemført af den højere SS- og politifører Günther Pancke, uden at Best var blevet informeret.
Den 30. april 1945 begik Hitler selvmord efter at have udnævnt storadmiral Karl Dönitz til sin efterfølger. Den 3. maj samlede Dönitz de tilbageværende politiske og militære tyske ledere i sit hovedkvarter i Flensborg. De drøftede, om de skulle fortsætte kampen i Danmark og Norge. Best gik kraftigt imod bl.a. af hensyn til de flere hundrede tusinde tyske flygtninge og sårede soldater, som befandt sig i Danmark. Dönitz tog ingen beslutning på mødet. Da tyske forhandlere op af dagen mødte op hos feltmarskal Montgomery på Lüneburger Heide for at indlede våbenstilstandsforhandlinger, blev de stillet over for kravet om, at de tyske tropper i Nordvesttyskland, Holland og Danmark skulle kapitulere. Tyskerne indså, at der ikke var nogen vej uden om dette krav, og dermed var spørgsmålet om kamp i den vestligt dominerede del af Danmark uaktuelt. Den 5. maj om morgenen, da kapitulationen var en kendsgerning, henvendte Best sig til det danske udenrigsministerium og bad om beskyttelse. Han fik stillet en vagt af frihedskæmpere til rådighed ved sin privatbolig Rydhave på Strandvejen i Charlottenlund. Den 21. maj blev han anholdt og indsat i arresten i Kastellet i København.

## Efter krigen
De følgende godt seks år sad Best i fængsel, dels i Danmark, dels i Nürnberg, hvor han vidnede i den store krigsforbryderproces. Den danske proces mod ham begyndte ved Københavns Byret den 16. juni 1948. Anklagerne mod Best lød i hovedsagen på hans ansvar for deportationen af jøderne og for den tyske modterror.
Den 20 september 1948 blev han dømt til døden. I samme sag blev SD-chefen Otto Bovensiepen også dødsdømt, mens Günther Pancke fik 20 års fængsel og Hermann von Hanneken otte års fængsel. Dommene blev kæret til Østre Landsret, hvor dommen over Best blev ændret til fem års fængsel. Det vakte et sådant røre, at justitsministeren besluttede at sagen også skulle prøves ved højesteret. Her fik Best i marts 1950 12 års fængsel. Dommene viste, at der havde været svært at bevise hans ansvar for de nævnte forhold. Den 29. august 1951 blev han – efter vesttysk pres – benådet og udvist af Danmark.
Især perioden som varetægtsfange var en hård belastning for Best, der måtte se sin betydningsfuldhed svinde. Best udviklede en længere depression, som medførte betydelig selvmedlidenhed
, men hverken i den periode eller senere er der tegn på egentlig anger over de handlinger han havde medvirket til.
Tilbage i forbundsrepublikken Tyskland fik Best ansættelse i et advokatfirma i Essen. Her og senere, da han blev juridisk rådgiver for Hugo Stinnes-koncernen, gjorde han en stor indsats for at få udvirket generel amnesti for dømte nazister og for kammeraterne i SS. Det tyske justitsvæsen genoptog, mens han sad i Horsens Statsfængsel, sagen om mordet på manden, der havde afsløret Boxheim-dokumenterne, samt mordene i forbindelse med aktionen mod SA. I begge tilfælde blev sagerne henlagt på grund af mangel på bevis. I slutningen af 1950'erne gennemførtes en afnazificeringssag mod Best ved en domstol i Vestberlin. Han blev idømt en stor bøde, men slap med at betale et symbolsk beløb.
I sin tid i Danmark havde Best taget timer i dansk, og så sent som i december 1966 kunne han stadigvæk skrive til sin sproglærer, Poul Bjørnved, på haltende dansk: "Desvaerre er den politiske situation stadig blevet daarliger og den berygtet forfølgelsesbølge er vokset og vokser videre. Vi skal have at kaempe saa laenge vi aander. Men vi vil ikke tabe nerverne." Han havde samme måned fået sit sjette barnebarn, "den første sønnesøn", og opgav sin adresse som Leonhard-Stinnes-Str.52 – i Mülheim an der Ruhr, sin fødestavn. 
I marts 1969 blev han anholdt og anklaget for delagtighed i indsatsgruppernes hærgen i Polen. Anklageskriftet lød på medvirken til mord i 8.723 tilfælde. Retssagen kom dog aldrig i gang, da Best og hans advokat påstod ham ude af stand til at deltage i sagen af helbredsmæssige grunde. Det kom til en længere krig på lægeerklæringer, før sagen i august 1972 blev midlertidigt indstillet. Best havde da siddet i varetægtsarrest med afbrydelser i mere end tre år. I 1979 forsøgte Justitsministeriet uden held at genoptage sagen. I 1987 var Best indkaldt som vidne i en retssag om jødeforfølgelserne i Frankrig. Her gjorde han et så rask indtryk, at det blev besluttet at lade hans sundhedstilstand bedømme igen. I april 1989 blev han vurderet egnet til en retssag, og anklageskriftet fra 1972 blev indgivet til landsretten i Duisburg i begyndelsen af juli. Men Best døde den 23. juni 1989.